# Radio Marca
Radio Marca es una emisora de radio española que emite información deportiva las veinticuatro horas del día. Tiene su origen en el periódico de información deportiva Marca. Actualmente con el periódico y la web, forman el Mundo Marca. La emisora pertenece al Grupo Unidad Editorial tras la fusión de Recoletos y Unedisa, que a su vez pertenece al grupo italiano RCS MediaGroup. El actual director de la cadena es Eduardo García.
Además, Radio Marca cuenta con programación local, como por ejemplo con Radio Marca Barcelona, que emite desde 2004. Radio Marca cuenta con un total de cincuenta y dos emisoras, entre ellas, Barcelona, Valencia, Sevilla, Córdoba, La Coruña, Murcia, Málaga, Albacete, entre otras. Algunas de ellas no cuentan con licencia para emitir en FM. 
Su lema principal es «El deporte es nuestro».

## Inicios y temática
Comenzó su emisión el 1 de febrero de 2001. Ofrece información deportiva, centrándose en el fútbol, con retransmisiones de partidos, previas, tertulias, etc. Además trata deportes como el baloncesto, balonmano, motociclismo, automovilismo, tenis, atletismo, ciclismo, etc. Sobre todos aquellos deportes en los que destaquen deportistas o equipos españoles.

## Programas destacados
- El programa que informa de todo el deporte en directo se llama Marcador, presentado por Pablo López e Israel Herraiz. La versión diaria está presentada por Pablo Parra.
- A diario es el programa despertador que presenta Raúl Varela de 7:00 a 11:00. Su plato fuerte es la tertulia que comienza a las 8:30 con tertulianos de la talla de Javier Clemente, Paco Jémez, Iván Campo, David Sánchez, Gonzalo Miro, Borja Fernández, Guille Uzquiano, Jorge Calabrés o Luis García.
- El programa que ocupa la banda de la tarde de 16:00 a 18:00 es T4, presentado por Vicente Ortega
- El programa que informa acerca del fútbol internacional es Marcador internacional, presentado y dirigido por Felipe Del Campo acompañado de Pablo Parra.
- El programa que ocupa la banda horaria nocturna es Goles presentado por Pedro Pablo Parrado.

## Novedades

### 2007
Desde la temporada 2007-08, se incorporan nuevas voces de la radio española, como Juan Manuel Gozalo, Ángel Cappa, Santiago Segurola, Juan Andújar Oliver, entre otros.
También desde esta temporada hay nuevos programas:
- El Speaker, presentado por Pablo Juanarena dejando atrás el cargo de presentador del programa Balón desastre, que lo presenta Pablo López en solitario.
- Marcador internacional, presentado y dirigido por Àxel Torres.
- Desde el domingo 18 de noviembre de 2007, emite junto con Onda Cero el programa Al primer toque, presentado por Ángel Rodríguez, tras llegar a un acuerdo ambas emisoras.

### 2008
También, desde el inicio de la temporada 2008-09 de Radio Marca, el programa La Futbolería cambia de programación, equipo y presentadores, pasando de la mañana a la noche (22:00). Desde este año está siendo presentado por Miguel Ángel Méndez y Alfredo Duro.

### 2009
- La actualización más destacada es la de su web, disponible desde la segunda semana de febrero, aunque pretenden seguir mejorándola y añadirle un pódcast en los próximos meses.
- Es notable, también, el lanzamiento de un doble CD llamado Los grandes éxitos de Radio Marca, que recoge los mejores cortes y algunas sintonías utilizadas en la emisora.
- El 22 de septiembre, nació la subestación con programación local Radio Marca Valladolid, dirigida por Chus Rodríguez.
- El programa La casa por el tejado recuperó una de sus facetas que parecían perdidas, la de descubrir a nuevos cantautores. En este caso, lo hizo en su programa del 9 de octubre con Jaime Lamet. Su tema fue mejorado después de ser contratado por Sony y fue de nuevo presentado en este programa en exclusiva el 11 de diciembre.
- A mediados del mes de noviembre, se hizo oficial el regreso del analista y tertuliano David Sánchez, tras su periplo por otras emisoras. Se incorporó a programas como Marcador, Intermedio, La Futbolería y Directo Marca, como analista del FC Barcelona. También participó en una ocasión en La casa por el tejado.

### 2010
- Debido a la trágica pérdida de Juan Manuel Gozalo en la noche del 11 de abril de 2010, se realizaron reajustes en la parrilla de la radio temporales y aplicables solo hasta el final de la temporada 2009-10. Tras dicha temporada, en la presentación oficial de la radio del 13 de septiembre de 2010, se confirmaron los rumores difundidos en La Futbolería de los cambios totales de parrilla.
- Marcador internacional se alarga una hora en el tiempo comenzando a las 14:00 y no a las 15:00 como hizo durante sus tres temporadas de existencia. Además, refuerza su nombre con el sobrenombre de MI, secciones nuevas como Acompañamos la lusofonía y Estadio Santomé y una futura página web.
- Paco García Caridad deja Intermedio y pasa a sustituir a Miguel Ángel Méndez en la primera parte de Directo Marca.
- La Futbolería desaparece como programa dejando un libro recopilatorio a sus espaldas. El nombre no se pierde, pues es el título de la tertulia de Intermedio, programa al que desembarcan Miguel Ángel Méndez, Alfredo Duro y Alberto González.
- Debido a la cada vez mayor afluencia del deporte en directo, Marcador se alarga en el tiempo y está de lunes a domingo. Los horarios del fin de semana y de los programas de Champions League se mantienen; pero Raúl Varela presentará versiones de lunes, jueves y viernes para cubrir Liga BBVA, Europa League y Liga Adelante, respectivamente, además del baloncesto en directo y otros deportes.
- Cuídate (excepto su nueva versión dominical), En la pintura, Bajo par (excepto su Serie Oro del sábado), El Café del Paddock, Balón desastre y La casa por el tejado desaparecen. Sin embargo, los tres primeros pasan a ser secciones dentro de Marcador en los programas de lunes, jueves y viernes. Yanela Clavo, presentadora de Cuídate, pasará a acompañar a Raúl Varela en Marcador.
- El alternativo de David Sánchez se afianza en la parrilla para todas las emisoras sin programación local e Internet, puesto que nació en 2010 con la llegada de su presentador a finales de 2009.
- La colaboración con Marca TV, la televisión corporativa de Marca nacida en agosto de 2010, incluye el compartir a diferentes colaboradores, tertulianos y presentadores, casos como los de Juan Andújar Oliver y David Sánchez.
- Se sustituyen los espacios musicales a excepción del de la madrugada del domingo para dar paso a diferentes redifusiones.

### 2014
- Es Radio, la emisora de Federico Jiménez Losantos, llega a un acuerdo con Radio Marca para emitir también Marcador, los sábados de 16:00 a 1:00 y los domingos de 16:00 a 23:00.[2]

### 2016-2017
- Tras el anuncio del ERE en el grupo, comienza a haber muchos cambios de programación y de personal en la radio.